# Ледерер, Август
Август Ле́дерер (нем. August Lederer; 3 мая 1857, Бёмиш-Лайпа — 30 апреля 1936, Вена) — австрийский промышленник, коллекционер предметов искусства и меценат. Ледерер оказывал поддержку Венскому сецессиону и особенно покровительствовал Густаву Климту.

## Биография
Август Ледерер разбогател на производстве алкогольных напитков, в 1920-е годы его считали даже «самым богатым человеком в Австрии после Ротшильда». Он выкупил у государства нерентабельный завод в Дьёре и превратил его в процветающее предприятие. В 1892 году Ледерер женился на Серене Пулитцер, известной по портрету, написанному Климтом. Супруги проживали в Вене, где Ледерер также хранил свою обширную художественную коллекцию, в Дьёре и летней резиденции в Вайдлингау. Сыновья Ледереров не пошли в коммерцию по отцовским стопам и прослыли в венском обществе неисправимыми бонвиванами. За карточные долги сына Фрица однажды физически пострадал отец Август: под дверь их дома подложили взрывчатку, от которой он получил лёгкое ранение.
Август Ледерер потратил огромные средства на приобретение самой большой на то время коллекции работ Густава Климта. Ему принадлежали «факультетские картины» «Философия» и «Юриспруденция», а также «Шуберт за клавиром», «Музыка», «Подруги», «Золотая яблоня» и «Бетховенский фриз». Климт был близким другом семьи Ледереров. В 1940 году этот факт помог дочери Ледерера Элизабет, родившейся в 1894 году, убедить власти в своём внебрачном происхождении и отцовстве Густава Климта, что позволило ей согласно официальным документам значиться полуеврейкой, а не стопроцентными евреями, как её братьям Эриху и Фрицу.
В 1938 году коллекция работ Климта была принудительно выведена из собственности Ледерера, её большая часть провела войну в замке Иммендорф в Нижней Австрии и была уничтожена в начале 1945 года при невыясненных обстоятельствах после того, как отступающие войска СС подожгли дворец. Тем не менее, отдельные картины из этой коллекции появлялись после войны и были возвращены по реституции.